# Discografia de Anitta
A discografia de Anitta, uma cantora e compositora brasileira, consiste em 7 álbuns de estúdio, 1 álbum ao vivo, 1 álbum de vídeo, 3 álbuns de trilhas sonoras, 8 extended plays, 141 singles (incluindo 36 como artista convidada) e 16 singles promocionais lançados desde o início de sua carreira. Em julho de 2013, lançou seu álbum de estreia, auto-intitulado, pela gravadora Warner Music Brasil. O disco chegou ao primeiro lugar na tabela musical brasileira CD - TOP 20 Semanal ABPD. O conjunto de faixas teve um bom desempenho comercial, sendo certificado como disco de ouro no Brasil em apenas dez dias depois do seu lançamento. Em 3 meses, Anitta vendeu mais de 120 mil cópias em território nacional e logo após recebe uma certificação como disco de platina. O trabalho contou com cinco faixas lançadas: "Meiga e Abusada", "Tá na Mira", além de "Show das Poderosas", "Não Para" e "Zen", as quais ficaram entre as cinco primeiras colocações na Top 100 Brasil.
Em 3 de junho de 2014, divulgou seu segundo material em estúdio, Ritmo Perfeito, que estreou na quinta posição entre os discos mais vendidos no Brasil e obteve pico na segunda colocação no gráfico. Posteriormente, o material ganhou um certificado de disco de ouro pela Associação Brasileira de Produtores de Discos (ABPD). As vendas desse trabalho musical são avaliadas em mais de 50 mil cópias comercializadas. As canções "Blá Blá Blá", "Cobertor", "Na Batida" e "Ritmo Perfeito", lançadas como parte da divulgação do álbum, estiveram entre as três primeiras posições na Brasil Hot 100 Airplay, com exceção da segunda, gravada com a participação de Projota, que alcançou a 43.ª posição na compilação brasileira. A faixa "No Meu Talento" foi regravada em colaboração com MC Guimê para uma reedição de Ritmo Perfeito; atingiu a 14ª posição na parada brasileira. No dia 4 de junho, a artista apresentou seu primeiro álbum ao vivo, Meu Lugar, gravado para mais de 10 mil pessoas na HSBC Arena, Rio de Janeiro. A obra rendeu-lhe um disco de platina e mais de 75 mil cópias vendidas no Brasil.
Em 2015, Anitta lançou seu terceiro disco de estúdio, Bang! que foi precedido pelo single "Deixa Ele Sofrer". Tendo liderado as paradas de vendas no iTunes e se tornando bem-sucedida nas rádios, a música chegou a ocupar a 6ª posição das paradas gerais de sucesso do Brasil, apresentando um desempenho satisfatório, mas se tornando o primeiro single Top 10 de Anitta a não figurar entre as quatro posições mais avantajadas. O segundo single do disco foi a faixa-título "Bang", que se tornou o maior sucesso da cantora desde "Show das Poderosas", mesmo tendo chegado só à 9ª posição nas paradas. O disco estreou na 3ª posição das tabelas brasileiras, outros dois singles de menor impacto se seguiram, sendo eles "Essa Mina É Louca" e "Cravo e Canela".

## Álbuns

### Álbuns de estúdio
| Álbum             | Detalhes | Melhores posições | Melhores posições | Melhores posições | Melhores posições | Melhores posições | Melhores posições | Vendas      | Certificações |
| Álbum             | Detalhes | BR                | ESP               | FRA               | US Latin          | US Heat.          | US Latin Pop      | Vendas      | Certificações |
| ----------------- | --- | ----------------- | ----------------- | ----------------- | ----------------- | ----------------- | ----------------- | ----------- | ------------- |
| Anitta            | - Lançamento: 6 de julho de 2013 - Gravadora: Warner Music Brasil - Formatos: CD, download digital, streaming                  | 1                 | —                 | —                 | —                 | —                 | —                 | - : 170.000 | - : Platina   |
| Ritmo Perfeito    | - Lançamento: 3 de junho de 2014 - Gravadora: Warner Music Brasil - Formatos: CD, download digital, streaming                  | 2                 | —                 | —                 | —                 | —                 | —                 | - : 50.000  | - : Ouro      |
| Bang!             | - Lançamento: 13 de outubro de 2015 - Gravadora: Warner Music Brasil - Formatos: CD, download digital, streaming               | 3                 | —                 | —                 | —                 | —                 | —                 | - : 300.000 | - : Diamante  |
| Kisses            | - Lançamento: 5 de abril de 2019 - Gravadora: Warner Music Brasil - Formato(s): Download digital, streaming                    | —                 | 46                | —                 | 16                | —                 | 4                 | - : 300.000 | - : Diamante  |
| Versions of Me    | - Lançamento: 12 de abril de 2022 - Gravadora: Warner Records - Formato(s): Download digital, streaming                        | —                 | 51                | 55                | —                 | 2                 | —                 | - : 160.000 | - : Diamante  |
| Funk Generation   | - Lançamento: 26 de abril de 2024 - Gravadora: Floresta, Republic, Universal - Formato(s): CD, LP, download digital, streaming | —                 | 90                | —                 | —                 | —                 | —                 |             |               |
| Ensaios da Anitta | - Lançamento: 5 de dezembro de 2024 - Formato(s): Download digital, streaming - Gravadora: Universal, Republic                 | —                 | —                 | —                 | —                 | —                 | —                 |             |               |

### Álbum ao vivo
| Meu Lugar                                                                      | - Lançamento: 4 de junho de 2014 - Formato(s): CD, DVD, download digital, streaming - Gravadora: Warner Music Brasil | 2 | - : 150.000 | - : Platina |
| "—" denota títulos que não entraram nas paradas ou não foram lançados no país. | |   |             |             |

### Trilhas sonoras
| Álbum                 | Detalhes |
| --------------------- | --- |
| Clube da Anittinha    | - Lançamento: 12 de outubro de 2018 - Formato(s): CD, download digital, streaming - Gravadora: Warner Music Brasil                       |
| Clube da Anittinha 2  | - Lançamento: 29 de maio de 2020 - Formato(s): CD, download digital, streaming - Gravadora: Warner Music Brasil                          |
| Clube da Anittinha 3' | - Lançamento: 4 de fevereiro de 2022' - Formato(s): CD, download digital, streaming - Gravadora: Rodamoinho Records, Warner Music Brasil |

## Extended plays(EPs)
| Álbum                                | Detalhes |
| ------------------------------------ | --- |
| Anitta                               | - Lançamento: 22 de agosto de 2012 - Formato(s): EP, download digital, streaming - Gravadora: K2L, Furacão 2000         |
| Tá na Mira                           | - Lançamento: 30 de abril de 2013 - Formato(s): EP, download digital, streaming - Gravadora: Warner Music Brasil        |
| Anitta Live                          | - Lançamento: 15 de dezembro de 2013 - Formato(s): Download digital, streaming - Gravadora: Warner Music Brasil         |
| Remixes                              | - Lançamento: 13 de fevereiro de 2014 - Formato(s): EP - Gravadora: Warner Music Brasil                                 |
| Solo                                 | - Lançamento: 9 de novembro de 2018 - Formato(s): Download digital, streaming - Gravadora: Warner Music Brasil          |
| Spotify Singles                      | - Lançamento: 23 de janeiro de 2019 - Formato(s): Streaming - Gravadora: Warner Music Brasil                            |
| À Procura da Anitta Perfeita         | - Lançamento: 30 de novembro de 2022 - Formato(s): Download digital, streaming - Gravadora: Warner Music Brasil         |
| Funk Generation: A Favela Love Story | - Lançamento: 17 de agosto de 2023 - Formato(s): Download digital, streaming - Gravadora: Floresta, Republic, Universal |

## Singles

### Como artista principal

#### Década de 2010
| Ano  | Canção                                                                                         | Melhores posições | Melhores posições | Melhores posições | Melhores posições | Melhores posições | Melhores posições | Melhores posições | Melhores posições | Melhores posições | Melhores posições | Certificações | Álbum                     |
| Ano  | Canção                                                                                         | BRA               | ARG               | COL               | ESP               | EUA               | FRA               | MEX               | ITA               | POR               | SUI               | Certificações | Álbum                     |
| ---- | ---------------------------------------------------------------------------------------------- | ----------------- | ----------------- | ----------------- | ----------------- | ----------------- | ----------------- | ----------------- | ----------------- | ----------------- | ----------------- | --- | ------------------------- |
| 2012 | "Menina Má"                                                                                    | —                 | —                 | —                 | —                 | —                 | —                 | —                 | —                 | —                 | —                 | | Anitta                    |
| 2012 | "Meiga e Abusada"                                                                              | 41                | —                 | —                 | —                 | —                 | —                 | —                 | —                 | —                 | —                 | | Anitta                    |
| 2013 | "Show das Poderosas" (solo ou com Gloria Groove)                                               | 2                 | —                 | —                 | —                 | —                 | —                 | —                 | —                 | —                 | —                 | | Anitta                    |
| 2013 | "Não Para"                                                                                     | 3                 | —                 | —                 | —                 | —                 | —                 | —                 | —                 | —                 | —                 | | Anitta                    |
| 2013 | "Zen" (solo ou part. Rasel)                                                                    | 1                 | —                 | —                 | —                 | —                 | —                 | —                 | —                 | —                 | —                 | | Anitta                    |
| 2014 | "Blá Blá Blá"                                                                                  | 2                 | —                 | —                 | —                 | —                 | —                 | —                 | —                 | —                 | —                 | | Meu Lugar                 |
| 2014 | "Cobertor" (part. Projota)                                                                     | 45                | —                 | —                 | —                 | —                 | —                 | —                 | —                 | —                 | —                 | | Ritmo Perfeito            |
| 2014 | "Na Batida"                                                                                    | 3                 | —                 | —                 | —                 | —                 | —                 | —                 | —                 | —                 | —                 | | Ritmo Perfeito            |
| 2014 | "Ritmo Perfeito"                                                                               | 2                 | —                 | —                 | —                 | —                 | —                 | —                 | —                 | —                 | —                 | | Ritmo Perfeito            |
| 2015 | "No Meu Talento" (solo ou part. MC Guimê)                                                      | 14                | —                 | —                 | —                 | —                 | —                 | —                 | —                 | —                 | —                 | | Ritmo Perfeito            |
| 2015 | "Deixa Ele Sofrer"                                                                             | 6                 | —                 | —                 | —                 | —                 | —                 | —                 | —                 | —                 | —                 | | Bang!                     |
| 2015 | "Bang"                                                                                         | 9                 | —                 | —                 | —                 | —                 | —                 | —                 | —                 | —                 | —                 | | Bang!                     |
| 2016 | "Essa Mina É Louca" (part. Jhama)                                                              | 14                | —                 | —                 | —                 | —                 | —                 | —                 | —                 | —                 | —                 | | Bang!                     |
| 2016 | "Cravo e Canela" (part. Vitin)                                                                 | 36                | —                 | —                 | —                 | —                 | —                 | —                 | —                 | —                 | —                 | | Bang!                     |
| 2016 | "Sim ou Não" / "Sí o No" (part. Maluma)                                                        | 15                | —                 | —                 | —                 | —                 | —                 | 42                | —                 | 40                | —                 | - : 3× Diamante - : Ouro                                                                                              | Adicionado à nenhum álbum |
| 2017 | "Paradinha"                                                                                    | 3                 | —                 | 30                | —                 | —                 | —                 | —                 | —                 | 40                | —                 | - : Platina - : Diamante                                                                                              | Adicionado à nenhum álbum |
| 2017 | "Is That for Me" (com Alesso)                                                                  | 41                | —                 | —                 | —                 | —                 | —                 | —                 | —                 | 40                | —                 | - : 4× Platina | Adicionado à nenhum álbum |
| 2017 | "Downtown" (com J Balvin)                                                                      | 33                | 15                | 7                 | 7                 | —                 | —                 | —                 |                   | 6                 | 60                | - : 6× Platina (latina) - : 3× Diamante - : 3× Platina - : 5× Platina - : 3× Platina - : Platina - : Platina - : Ouro | Adicionado à nenhum álbum |
| 2017 | "Vai Malandra" (com Zaac e Maejor, part. Tropkillaz e DJ Yuri Martins)                         | 24                | —                 | —                 | —                 | —                 | —                 | —                 | —                 | 3                 | —                 | - : 3× Diamante - : 3× Platina                                                                                        | Adicionado à nenhum álbum |
| 2018 | "Machika" (com J Balvin e Jeon ou remix com G-Eazy e Sfera Ebbasta, part. MC Fioti e Duki)     | 99                | 17                | 1                 | 14                | 116               | 90                | 45                | 14                | 20                | 80                | - : Diamante - : Platina (latina) - : Ouro - : Platina - : Platina - : Ouro                                           | Vibras                    |
| 2018 | "Indecente"                                                                                    | 37                | —                 | —                 | —                 | —                 | —                 | —                 | —                 | 40                | —                 | - : Ouro (latina) - : Ouro                                                                                            | Adicionado à nenhum álbum |
| 2018 | "Romance com Safadeza" (com Wesley Safadão)                                                    | 14                | —                 | —                 | —                 | —                 | —                 | —                 | —                 | —                 | —                 | - : 4× Diamante | Adicionado à nenhum álbum |
| 2018 | "Medicina"                                                                                     | 27                | 42                | 30                | —                 | —                 | —                 | 26                | —                 | 10                | —                 | - : Ouro - : Ouro (latina)                                                                                            | Adicionado à nenhum álbum |
| 2018 | "Perdendo a Mão" (com Seakret e Jojo Maronttinni)                                              | —                 | —                 | —                 | —                 | —                 | —                 | —                 | —                 | —                 | —                 | | Adicionado à nenhum álbum |
| 2018 | "Veneno"                                                                                       | —                 | 96                | 10                | —                 | —                 | —                 | —                 | —                 | 10                | —                 | - : Ouro (latina) - : Platina                                                                                         | Solo                      |
| 2018 | "Não Perco Meu Tempo"                                                                          | 35                | —                 | —                 | —                 | —                 | —                 | —                 | —                 | 60                | —                 | | Solo                      |
| 2018 | "Mala Mía (Remix)" (com Maluma e Becky G)                                                      | —                 | 10                | 16                | —                 | —                 | —                 | 1                 | —                 | —                 | —                 | | Adicionado à nenhum álbum |
| 2019 | "Terremoto" (com Kevinho)                                                                      | 23                | —                 | —                 | —                 | —                 | —                 | —                 | —                 | 3                 | —                 | - : 2× Platina | Adicionado à nenhum álbum |
| 2019 | "Bola Rebola" (com Tropkillaz e J Balvin, part. Zaac)                                          | 17                | —                 | 80                | —                 | —                 | —                 | —                 | —                 | 10                | —                 | - : Platina - : 2× Platina - : 2× Diamante                                                                            | Adicionado à nenhum álbum |
| 2019 | "Poquito" (com Swae Lee)                                                                       | 46                | —                 | 10                | —                 | —                 | —                 | 30                | —                 | 40                | —                 | - : Ouro | Kisses                    |
| 2019 | "Onda Diferente" (com Ludmilla e Snoop Dogg, part. Papatinho)                                  | 64                | —                 | —                 | —                 | —                 | —                 | —                 | —                 | 49                | —                 | - : Diamante - : Platina                                                                                              | Kisses                    |
| 2019 | "Make It Hot" (com Major Lazer)                                                                | 88                | —                 | —                 | —                 | —                 | —                 | —                 | —                 | —                 | —                 | - : Ouro | Adicionado à nenhum álbum |
| 2019 | "Pa' Lante" (com Alex Sensation e Luis Fonsi)                                                  | —                 | —                 | —                 | —                 | —                 | —                 | —                 | —                 | —                 | —                 | | Adicionado à nenhum álbum |
| 2019 | "Banana" (com Becky G)                                                                         | —                 | —                 | —                 | —                 | —                 | —                 | —                 | —                 | 63                | —                 | - : Ouro | Kisses                    |
| 2019 | "Get to Know Me" (com Alesso)                                                                  | —                 | —                 | —                 | —                 | —                 | —                 | —                 | —                 | —                 | —                 | | Kisses                    |
| 2019 | "Rosa" (com Prince Royce)                                                                      | —                 | —                 | —                 | —                 | —                 | —                 | —                 | —                 | —                 | —                 | | Kisses                    |
| 2019 | "Muito Calor" (com Ozuna)                                                                      | 42                | —                 | —                 | 50                | —                 | —                 | —                 | —                 | —                 | 70                | | Adicionado à nenhum álbum |
| 2019 | "Fuego" (com DJ Snake e Sean Paul, part. Tainy)                                                | —                 | —                 | —                 | —                 | —                 | —                 | —                 | —                 | 63                | —                 | - : Ouro - : 3× Platina                                                                                               | Carte Blanche             |
| 2019 | "Explosion" (com Black Eyed Peas)                                                              | —                 | —                 | —                 | —                 | —                 | —                 | —                 | —                 | —                 | —                 | | Adicionado à nenhum álbum |
| 2019 | "Complicado" (com Vitão)                                                                       | 96                | —                 | —                 | —                 | —                 | —                 | —                 | —                 | 92                | —                 | - : Diamante - : Ouro                                                                                                 | Ouro                      |
| 2019 | "Some Que Ele Vem Atrás" (com Marília Mendonça)                                                | 15                | —                 | —                 | —                 | —                 | —                 | —                 | —                 | 50                | —                 | - : 2× Diamante - : Platina                                                                                           | Adicionado à nenhum álbum |
| 2019 | "Combatchy" (com Lexa e Luísa Sonza, part. Rebecca)                                            | —                 | —                 | —                 | —                 | —                 | —                 | —                 | —                 | 24                | —                 | - : 2× Diamante - : 2× Platina                                                                                        | Adicionado à nenhum álbum |
| 2019 | "Bellaquita (Remix)" (com Dalex e Lenny Tavárez, part. Natti Natasha, Farruko e Justin Quiles) | —                 | —                 | —                 | 26                | —                 | —                 | —                 | —                 | —                 | —                 | - : 8× Platina (latina) - : Ouro                                                                                      | Modo Avión                |
| 2019 | "Meu Mel" (com Melim)                                                                          | 90                | —                 | —                 | —                 | —                 | —                 | —                 | —                 | —                 | —                 | - : Platina | Adicionado à nenhum álbum |
| 2019 | "Até o Céu" (com MC Cabelinho)                                                                 | —                 | —                 | —                 | —                 | —                 | —                 | —                 | —                 | —                 | —                 | - : 2× Platina | Adicionado à nenhum álbum |

#### Década de 2020
| 2020                                                                           | "Jogação" (com Psirico)                                                                       | —  | —  | —  | —   | —   | —   | —  | —  | —   | —  | - : Ouro | Adicionado à nenhum álbum            |
| 2020                                                                           | "Rave de Favela" (com MC Lan e Major Lazer part. Beam)                                        | —  | —  | —  | —   | —   | —   | —  | —  | 32  | —  | - : Ouro | Music Is the Weapon                  |
| 2020                                                                           | "Tócame" (part. Arcángel e De la Ghetto)                                                      | —  | —  | 16 | —   | —   | —   | 13 | —  | 94  | —  | - : 2× Platina - : Ouro | Adicionado à nenhum álbum            |
| 2020                                                                           | "Me Gusta" (part. Cardi B e Myke Towers ou remix part. 24kGoldn)                              | 14 | 15 | 22 | 82  | 91  | —   | 18 | —  | 19  | 56 | - : 3× Diamante - : Ouro | Versions of Me                       |
| 2021                                                                           | "Loco"                                                                                        | —  | —  | —  | —   | —   | —   | 13 | —  | 113 | —  | - : Platina | Adicionado à nenhum álbum            |
| 2021                                                                           | "Girl from Rio" (solo ou part. DaBaby)                                                        | 11 | 93 | —  | —   | —   | —   | 13 | —  | 40  | —  | - : Ouro - : Diamante | Versions of Me                       |
| 2021                                                                           | "Sextou" (com Rennan da Penha)                                                                | —  | —  | —  | —   | —   | —   | —  | —  | —   | —  | | Adicionado à nenhum álbum            |
| 2021                                                                           | "Todo o Nada" (com Lunay)                                                                     | —  | —  | —  | 86  | —   | —   | 3  | —  | —   | —  | | El Niño                              |
| 2021                                                                           | "La Mamá de la Mamá (Remix)" (com El Alfa e Busta Rhymes, part. Wisin, CJ e El Cherry Scom)   | —  | —  | —  | —   | —   | —   | —  | —  | —   | —  | | Adicionado à nenhum álbum            |
| 2021                                                                           | "Faking Love" (part. Saweetie)                                                                | 45 | —  | —  | —   | —   | —   | —  | —  | 82  | —  | - : Diamante - : Ouro | Versions of Me                       |
| 2021                                                                           | "Quiero Rumba" (com Dímelo Flow e Chimbala)                                                   | —  | —  | —  | —   | —   | —   | —  | —  | —   | —  | | Always Dream                         |
| 2021                                                                           | "Envolver" (solo ou remix com Justin Quiles)                                                  | 40 | 13 | 9  | 13  | 70  | 118 | 2  | 43 | 2   | 17 | - : 3× Platina - : Platina - : Diamante (latina) - : 4× Platina - : Platina - : Diamante - : Ouro - : 2× Platina - : 3× Platina | Versions of Me                       |
| 2021                                                                           | "No Chão Novinha" (com Pedro Sampaio)                                                         | 22 | —  | —  | —   | —   | —   | —  | —  | 4   | —  | - : Diamante - : 2× Platina | Chama Meu Nome                       |
| 2022                                                                           | "Boys Don't Cry"                                                                              | 17 | —  | —  | —   | —   | —   | —  | —  | 23  | —  | - : 2× Diamante - : 2× Platina                                                                                                  | Versions of Me                       |
| 2022                                                                           | "Que Vamo' Hacer?" (com Lenny Tavárez)                                                        | —  | —  | —  | —   | —   | —   | —  | —  | —   | —  | | Krack Deluxe                         |
| 2022                                                                           | "Dançarina (Remix)" (com Pedro Sampaio e Dadju, part. Nicky Jam e MC Pedrinho)                | —  | —  | —  | —   | —   | 11  | —  | —  | —   | —  | - : Diamante - : 2× Diamante - : 3× Platina                                                                                     | Versions of Me                       |
| 2022                                                                           | "Tropa" (com Luck Muzik)                                                                      | —  | —  | —  | —   | —   | —   | —  | —  | —   | —  | | Adicionado à nenhum álbum            |
| 2022                                                                           | "La Loto" (com Tini e Becky G)                                                                | 63 | 7  | —  | 78  | —   | —   | 23 | —  | 151 | —  | - : Platina - : Platina - : 2× Platina - : Ouro                                                                                 | Cupido                               |
| 2022                                                                           | "Gata" (part. Chencho Corleone)                                                               | —  | —  | —  | —   | —   | —   | —  | —  | 84  | —  | - : Platina | Versions of Me                       |
| 2022                                                                           | "El Que Espera" (com Maluma)                                                                  | —  | 91 | —  | —   | —   | —   | —  | —  | 105 | —  | | Versions of Me                       |
| 2022                                                                           | "Lobby" (com Missy Elliott)                                                                   | —  | —  | —  | —   | —   | —   | —  | —  | 155 | —  | | Versions of Me                       |
| 2022                                                                           | "Simply the Best" (com Black Eyed Peas e El Alfa)                                             | —  | —  | —  | —   | —   | —   | —  | 95 | —   | —  | | Elevation                            |
| 2023                                                                           | "Proibidona" (com Gloria Groove e Valesca Popozuda)                                           | —  | —  | —  | —   | —   | —   | —  | —  | —   | —  | - : Platina | Futuro Fluxo                         |
| 2023                                                                           | "Mais Uma" (com Zaac e DJ Yuri Martins, part. Zain ou remix com JS o Mão de Ouro)             | —  | —  | —  | —   | —   | —   | —  | —  | 76  | —  | | Fé na Caminhada                      |
| 2023                                                                           | "Pilantra" (com Jão)                                                                          | 23 | —  | —  | —   | —   | —   | —  | —  | 23  | —  | - : Ouro | Adicionado à nenhum álbum            |
| 2023                                                                           | "Nu" (com Hitmaker)                                                                           | —  | —  | —  | —   | —   | —   | —  | —  | 185 | —  | | Adicionado à nenhum álbum            |
| 2023                                                                           | "Vai Vendo" (com MC Ryan SP)                                                                  | —  | —  | —  | —   | —   | —   | —  | —  | 133 | —  | | Adicionado à nenhum álbum            |
| 2023                                                                           | "Capitán" (com Rvfv e Sfera Ebbasta)                                                          | —  | —  | —  | 100 | —   | —   | —  | 26 | —   | —  | | Adicionado à nenhum álbum            |
| 2023                                                                           | "Funk Rave"                                                                                   | 47 | —  | 1  | —   | —   | —   | 1  | —  | 27  | —  | - : 2× Diamante - : Diamante (latina)                                                                                           | Funk Generation                      |
| 2023                                                                           | "24 Horas" (com Papatinho e Steve Aoki, part. MC Kevin o Chris e MC Caverinha)                | —  | —  | —  | —   | —   | —   | —  | —  | —   | —  | | Baile do Papato                      |
| 2023                                                                           | "Casi Casi"                                                                                   | —  | —  | —  | —   | —   | —   | —  | —  | —   | —  | - : Platina | Funk Generation: A Favela Love Story |
| 2023                                                                           | "Used to Be"                                                                                  | 86 | —  | —  | —   | —   | —   | —  | —  | 198 | —  | | Funk Generation: A Favela Love Story |
| 2023                                                                           | "Back for More" (com Tomorrow X Together)                                                     | 41 | —  | —  | —   | 111 | —   | —  | —  | 78  | —  | | Adicionado à nenhum álbum            |
| 2023                                                                           | "Mil Veces"                                                                                   | 22 | —  | —  | —   | —   | —   | —  | —  | 48  | —  | - : Diamante | Funk Generation                      |
| 2023                                                                           | "Monstrão" (com Dennis)                                                                       | 73 | —  | —  | —   | —   | —   | —  | —  | —   | —  | | Adicionado à nenhum álbum            |
| 2023                                                                           | "Bellakeo" (com Peso Pluma)                                                                   | 46 | 21 | 18 | 59  | 53  | —   | 6  | —  | 24  | —  | - : Diamante - : Platina - : Ouro                                                                                               | Éxodo                                |
| 2023                                                                           | "Joga pra Lua" (com Dennis e Pedro Sampaio)                                                   | 17 | —  | —  | —   | —   | —   | —  | —  | 133 | —  | - : 3× Diamante - : Ouro | Funk Generation                      |
| 2024                                                                           | "Bota Niña" (com Bad Gyal)                                                                    | —  | —  | —  | 86  | —   | —   | —  | —  | —   | —  | | La Joia                              |
| 2024                                                                           | "Faldas y Gistros" (com Justin Quiles e Lenny Tavárez)                                        | —  | —  | —  | —   | —   | —   | —  | —  | —   | —  | | Adicionado à nenhum álbum            |
| 2024                                                                           | "Double Team" (com Brray e Bad Gyal)                                                          | 50 | —  | —  | —   | —   | —   | —  | —  | 117 | —  | - : 3× Platina | Funk Generation                      |
| 2024                                                                           | "Um Por Cento (Un x100to)" (com Grupo Menos é Mais)                                           | —  | —  | —  | —   | —   | —   | —  | —  | —   | —  | | Virado no Pagode (Ao Vivo)           |
| 2024                                                                           | "Grip"                                                                                        | 27 | —  | —  | —   | —   | —   | —  | —  | —   | —  | - : 2× Platina | Funk Generation                      |
| 2024                                                                           | "Arena y Sal (Remix)" (com Omar Montes e Sech, part. Yandel, Saiko, FMK, Lit Killah e Tunvao) | —  | —  | —  | —   | —   | —   | —  | —  | —   | —  | | Adicionado à nenhum álbum            |
| 2024                                                                           | "Peligrosa" (com Wisin e Shaggy, part. Maffio)                                                | —  | —  | —  | —   | —   | —   | —  | —  | —   | —  | | Mr. W                                |
| 2024                                                                           | "Aceita" (solo ou remix com Jonas Blue)                                                       | 79 | —  | —  | —   | —   | —   | —  | —  | —   | —  | - : Platina | Funk Generation                      |
| 2024                                                                           | "Posso Beijar Sua Boca?" (com Leo Santana)                                                    | —  | —  | —  | —   | —   | —   | —  | —  | —   | —  | - : Ouro | Adicionado à nenhum álbum            |
| 2024                                                                           | "La Tóxica" (com Alejandro Fernández)                                                         | —  | —  | —  | —   | —   | —   | 1  | —  | —   | —  | | Te Llevo en la Sangre                |
| 2024                                                                           | "Gata Only (Remix)" (com FloyyMenor e Ozuna)                                                  | —  | —  | —  | 64  | —   | —   | —  | 8  | 2   | —  | | Adicionado à nenhum álbum            |
| 2024                                                                           | "Mi Amor" (com Sam Feldt e Jvke)                                                              | —  | —  | —  | —   | —   | —   | —  | —  | —   | —  | | Time After Time                      |
| 2024                                                                           | "Alegría" (com Tiago PZK e Emilia)                                                            | —  | 3  | —  | 42  | —   | —   | —  | —  | —   | —  | | Gotti A                              |
| 2024                                                                           | "Saudade" (com Hitmaker)                                                                      | —  | —  | —  | —   | —   | —   | —  | —  | —   | —  | | Adicionado à nenhum álbum            |
| 2024                                                                           | "Get Up Bitch! Shake Ya Ass" (com Victoria)                                                   | —  | —  | —  | —   | —   | —   | —  | —  | —   | —  | | Adicionado à nenhum álbum            |
| 2024                                                                           | "Alibi Pt. 2" (com Sevdaliza, Pabllo Vittar e Yseult)                                         | —  | —  | —  | —   | —   | —   | —  | —  | —   | —  | | Adicionado à nenhum álbum            |
| 2024                                                                           | "Paradise" (com Fat Joe e DJ Khaled)                                                          | —  | —  | —  | —   | —   | —   | —  | —  | —   | —  | | The World Changed on Me              |
| 2024                                                                           | "Malvado Favorito" (com MC G15 e DG e Batidão Stronda)                                        | —  | —  | —  | —   | —   | —   | —  | —  | —   | —  | | Made in Caxias                       |
| 2024                                                                           | "São Paulo" (com The Weeknd)                                                                  | 5  | —  | —  | —   | 43  | —   | —  | 30 | 1   | 2  | - : Platina | Hurry Up Tomorrow                    |
| 2024                                                                           | "Looking for Love" (com Alok)                                                                 | —  | —  | —  | —   | —   | —   | —  | —  | —   | —  | | Adicionado à nenhum álbum            |
| 2024                                                                           | "Lugar Perfeito" (com Ivete Sangalo)                                                          | —  | —  | —  | —   | —   | —   | —  | —  | —   | —  | | Ensaios da Anitta                    |
| 2025                                                                           | "Balacobaco" (com BaianaSystem e Alice Carvalho)                                              | —  | —  | —  | —   | —   | —   | —  | —  | —   | —  | | O Mundo dá Voltas                    |
| 2025                                                                           | "Romeo"                                                                                       | 50 | —  | —  | —   | —   | —   | —  | —  | 134 | —  | | ASA                                  |
| 2025                                                                           | "Bota um Funk" (com Pedro Sampaio e MC GW)                                                    | —  | —  | —  | —   | —   | —   | —  | —  | —   | —  | | Astro                                |
| 2025                                                                           | "En 4" (com Kenia Os)                                                                         | —  | —  | —  | —   | —   | —   | —  | —  | —   | —  | | ASA                                  |
| 2025                                                                           | "Tout Gâcher" (com Zeg P e Joé Dwèt Filé)                                                     | —  | —  | —  | —   | —   | —   | —  | —  | —   | —  | | ASA                                  |
| 2025                                                                           | "Conjuntão de Time" (com Papatinho e MC Cabelinho)                                            | —  | —  | —  | —   | —   | —   | —  | —  | —   | —  | | MPC (Música Popular Carioca)         |
| "—" denota títulos que não entraram nas paradas ou não foram lançados no país. |                                                                                               |    |    |    |     |     |     |    |    |     |    | |                                      |

### Como artista convidada
| 2014                                                                           | "Take It Easy" (Preta Gil part. Anitta)                                        | —  | —  | —  | —  | — | —  | —  | —   | —  |                                                                         | Bloco da Preta                          |
| 2015                                                                           | "Hoje Eu Sonhei Com Você" (Harmonia do Samba part. Anitta)                     | —  | —  | —  | —  | — | —  | —  | —   | —  |                                                                         | Tá no DNA                               |
| 2015                                                                           | "Blecaute (Slow Funk)" (Jota Quest part. Anitta e Nile Rodgers)                | 39 | —  | —  | —  | — | —  | —  | —   | —  |                                                                         | Pancadélico                             |
| 2016                                                                           | "Ginza" (Anitta Remix) (J Balvin part. Anitta)                                 | —  | —  | —  | —  | — | —  | —  | —   | —  | - : 2× Diamante                                                         | Energía (Brazil Edition)                |
| 2016                                                                           | "Faz Parte" (Projota part. Anitta)                                             | 60 | —  | —  | —  | — | —  | —  | —   | —  | - : Ouro                                                                | 3Fs (Ao Vivo)                           |
| 2016                                                                           | "Pra Todas Elas" (DJ Tubarão part. MC Maneirinho e Anitta)                     | —  | —  | —  | —  | — | —  | —  | —   | —  |                                                                         | Faz a Festa Funk                        |
| 2017                                                                           | "Loka" (Simone & Simaria part. Anitta)                                         | 6  | —  | —  | —  | — | —  | —  | —   | —  | - : 4× Diamante                                                         | Duetos                                  |
| 2017                                                                           | "Você Partiu Meu Coração" (Nego do Borel part. Anitta e Wesley Safadão)        | 21 | —  | —  | —  | — | —  | 10 | —   | —  |                                                                         | Adicionado à nenhum álbum               |
| 2017                                                                           | "Switch" (Iggy Azalea part. Anitta)                                            | —  | 90 | 50 | 20 | — | —  | 60 | 100 | —  |                                                                         | Adicionado à nenhum álbum               |
| 2017                                                                           | "Sua Cara" (Major Lazer part. Anitta e Pabllo Vittar)                          | 49 | —  | —  | —  | — | —  | 7  | —   | 60 | - : Platina                                                             | Know No Better                          |
| 2017                                                                           | "Will I See You" (Poo Bear part. Anitta)                                       | —  | —  | —  | —  | — | —  | —  | —   | —  | - : Platina                                                             | Poo Bear Presents Bearthday Music       |
| 2017                                                                           | "Tic Nervoso" (Harmonia do Samba part. Anitta)                                 | —  | —  | —  | —  | — | —  | —  | —   | —  |                                                                         | Harmonia do Samba - Ao Vivo em Brasília |
| 2017                                                                           | "Coladinha em Mim" (Gustavo Mioto part. Anitta)                                | —  | —  | —  | —  | — | —  | —  | —   | —  |                                                                         | Ao Vivo em São Paulo / SP               |
| 2018                                                                           | "Ao Vivo e A Cores" (Matheus & Kauan part. Anitta)                             | 13 | —  | —  | —  | — | —  | 55 | —   | —  |                                                                         | Intensamente Hoje!                      |
| 2018                                                                           | "Fica Tudo Bem" (Silva part. Anitta)                                           | —  | —  | —  | —  | — | —  | 78 | —   | —  | - : Diamante                                                            | Brasileiro                              |
| 2018                                                                           | "Jacuzzi" (Greeicy part. Anitta)                                               | —  | —  | —  | —  | — | —  | —  | —   | —  | - : Platina - : Platina - : Ouro (latina)                               | Baila                                   |
| 2018                                                                           | "Eu Não Vou Embora" (DJ Zullu part. Anitta e MC G15)                           | —  | —  | —  | —  | — | —  | —  | —   | —  |                                                                         | Adicionado à nenhum álbum               |
| 2019                                                                           | "Zé do Caroço" (JetLag part. Anitta)                                           | —  | —  | —  | —  | — | —  | —  | —   | —  |                                                                         | Adicionado à nenhum álbum               |
| 2019                                                                           | "Te lo Dije" (Natti Natasha part. Anitta)                                      | —  | —  | —  | —  | — | —  | —  | —   | —  |                                                                         | Iluminatti                              |
| 2019                                                                           | "Favela Chegou" (Ludmilla part. Anitta)                                        | 95 | —  | —  | —  | — | —  | 50 | —   | —  | - : Diamante - : Ouro                                                   | Hello Mundo                             |
| 2019                                                                           | "R.I.P." (Sofía Reyes part. Rita Ora e Anitta)                                 | —  | —  | —  | —  | — | —  | 36 | —   | 1  | - : 4× Platina - : Ouro - : 2× Platina - : Platina - : Platina (latina) | Mal de Amores                           |
| 2019                                                                           | "Contatinho" (Leo Santana part. Anitta)                                        | 21 | —  | —  | —  | — | —  | 95 | —   | —  | - : 3× Diamante - : Ouro                                                | Levada do Gigante                       |
| 2020                                                                           | "Joga Sua Potranca" (DJ Gabriel do Borel part. Anitta)                         | —  | —  | —  | —  | — | —  | —  | —   | —  |                                                                         | Adicionado à nenhum álbum               |
| 2020                                                                           | "Contando Lunares (Remix)" (Don Patricio part. Anitta e Rauw Alejandro)        | —  | —  | —  | —  | — | —  | —  | —   | —  |                                                                         | Adicionado à nenhum álbum               |
| 2020                                                                           | "Dança Assim" (Preto Show part. Anitta)                                        | —  | —  | —  | —  | — | —  | —  | —   | —  |                                                                         | Banger                                  |
| 2020                                                                           | "Desce pro Play (Pa, Pa, Pa)" (Zaac part. Anitta e Tyga)                       | 25 | —  | —  | —  | — | —  | 7  | —   | —  | - : Diamante - : Platina                                                | Adicionado à nenhum álbum               |
| 2020                                                                           | "Paloma" (Fred De Palma part. Anitta)                                          | —  | —  | —  | —  | — | 4  | —  | —   | —  | - : 3× Platina                                                          | Unico                                   |
| 2020                                                                           | "Tá com o Papato" (Papatinho part. Anitta, Dfideliz e Bin)                     | —  | —  | —  | —  | — | —  | —  | —   | —  |                                                                         | Adicionado à nenhum álbum               |
| 2020                                                                           | "Modo Turbo" (Luísa Sonza e Pabllo Vittar part. Anitta)                        | —  | —  | —  | —  | — | —  | 7  | —   | —  | - : 3× Diamante - : Platina                                             | Doce 22                                 |
| 2021                                                                           | "Tô Preocupada (Calma Amiga)" (Rebecca e DJ Will 22 part. Anitta)              | —  | —  | —  | —  | — | —  | —  | —   | —  | - : Platina                                                             | Adicionado à nenhum álbum               |
| 2021                                                                           | "Mi Niña (Remix)" (Wisin, Myke Towers e Maluma part. Anitta e Los Legendarios) | 34 | —  | —  | —  | — | —  | —  | —   | —  | - : Platina (latina)                                                    | Adicionado à nenhum álbum               |
| 2021                                                                           | "Mon Soleil" (Dadju part. Anitta)                                              | —  | —  | —  | —  | 8 | —  | 86 | —   | —  | - : Ouro - : Diamante                                                   | Poison ou Antidote (Miel Book Edition)  |
| 2021                                                                           | "Un altro ballo" (Fred De Palma part. Anitta)                                  | —  | —  | —  | —  | — | 10 | —  | —   | —  | - : 2× Platina                                                          | Unico                                   |
| 2021                                                                           | "Suéltate" (Sam i e Jarina De Marco part. Anitta e Bia)                        | —  | —  | —  | —  | — | —  | —  | —   | —  |                                                                         | Sing 2                                  |
| 2022                                                                           | "Tudo Nosso" (Filipe Ret e Dallass part. Anitta)                               | —  | —  | —  | —  | — | —  | —  | —   | —  | - : 3× Platina                                                          | Lume                                    |
| 2022                                                                           | "No Más" (Murda Beatz part. Quavo, J Balvin, Anitta e Pharrell Williams)       | —  | —  | —  | —  | — | —  | —  | —   | —  |                                                                         | Adicionado à nenhum álbum               |
| "—" denota títulos que não entraram nas paradas ou não foram lançados no país. |                                                                                |    |    |    |    |   |    |    |     |    |                                                                         |                                         |

### Singlespromocionais
| Ano                                                                            | Canção                                                           | Posições | Posições | Posições           | Certificações  | Álbum                                |
| Ano                                                                            | Canção                                                           | BRA      | POR      | Latin Digital Song | Certificações  | Álbum                                |
| ------------------------------------------------------------------------------ | ---------------------------------------------------------------- | -------- | -------- | ------------------ | -------------- | ------------------------------------ |
| 2011                                                                           | "Jingle Dia das Mães" (com Furacão 2000)                         | —        | —        | —                  |                | Adicionado à nenhum álbum            |
| 2012                                                                           | "Proposta"                                                       | —        | —        | —                  |                | Anitta                               |
| 2012                                                                           | "Eu Vou Ficar"                                                   | —        | —        | —                  |                | Anitta                               |
| 2013                                                                           | "Tá na Mira"                                                     | —        | —        | —                  |                | Anitta                               |
| 2015                                                                           | "Totalmente Demais" (part. Flávio Renegado ou Duduzinho)         | —        | —        | —                  |                | Bang! e Totalmente Demais - Nacional |
| 2015                                                                           | "O Amor Tá Aí" (com Artistas pelo Instituto Neymar Jr.)          | —        | —        | —                  |                | Adicionado à nenhum álbum            |
| 2018                                                                           | "Goals"                                                          | —        | —        | —                  |                | Solo                                 |
| 2019                                                                           | "Ugly" / "Fea" / "Feia"                                          | —        | —        | 8                  |                | UglyDolls                            |
| 2019                                                                           | "Pantera"                                                        | —        | —        | —                  |                | Charlie's Angels                     |
| 2020                                                                           | "Quem Tem Fome Tem Pressa" (com Artistas para Ação da Cidadania) | —        | —        | —                  |                | Adicionado à nenhum álbum            |
| 2020                                                                           | "Amor Real (Holiday Song)"                                       | —        | —        | —                  |                | Adicionado à nenhum álbum            |
| 2021                                                                           | "Furiosa"                                                        | —        | —        | —                  |                | F9: The Fast Saga                    |
| 2024                                                                           | "Mil Vezes (Remix)" (com Melody)                                 | —        | —        | —                  |                | Adicionado à nenhum álbum            |
| 2024                                                                           | "Fria" (solo ou remix com Felix Jaehn)                           | 57       | 141      | —                  | - : 2× Platina | Funk Generation                      |
| 2024                                                                           | "Savage Funk" (solo ou remix com DJ Snake)                       | 32       | 83       | —                  | - : Diamante   | Funk Generation                      |
| 2024                                                                           | "Mania de Você"                                                  | —        | —        | —                  | - : Ouro       | Adicionado à nenhum álbum            |
| 2025                                                                           | "Larissa"                                                        | —        | —        | —                  |                | ASA                                  |
| "—" denota títulos que não entraram nas paradas ou não foram lançados no país. |                                                                  |          |          |                    |                |                                      |

### Outras canções que entraram nas tabelas musicais
| Ano                                                                            | Canção                                                           | Posições | Posições | Certificações        | Álbum                        |
| Ano                                                                            | Canção                                                           | BRA      | POR      | Certificações        | Álbum                        |
| ------------------------------------------------------------------------------ | ---------------------------------------------------------------- | -------- | -------- | -------------------- | ---------------------------- |
| 2015                                                                           | "Atenção"                                                        | —        | —        | - : Ouro             | Bang!                        |
| 2019                                                                           | "Faz Gostoso" (Madonna part. Anitta)                             | —        | 53       | - : Diamante         | Madame X                     |
| 2021                                                                           | "Brazilera" (com Rauw Alejandro)                                 | —        | —        | - : Ouro             | Vice Versa                   |
| 2022                                                                           | "Que Rabão" (com YG, Papatinho e Kevin o Chris, part. Mr. Catra) | 24       | 19       | - : Platina - : Ouro | Versions of Me               |
| 2022                                                                           | "Ai Papai" (com MC Danny e Hitmaker)                             | 11       | 12       | - : Platina          | À Procura da Anitta Perfeita |
| 2024                                                                           | "Lose Ya Breath"                                                 | 44       | 128      | - : 2× Platina       | Funk Generation              |
| 2024                                                                           | "Meme"                                                           | 76       | —        | - : Platina          | Funk Generation              |
| 2024                                                                           | "Love in Common"                                                 | 96       | —        | - : Platina          | Funk Generation              |
| 2024                                                                           | "Cria de Favela"                                                 | 81       | —        | - : Platina          | Funk Generation              |
| 2024                                                                           | "Puta Cara"                                                      | 94       | —        | - : Platina          | Funk Generation              |
| 2024                                                                           | "Sabana"                                                         | 90       | —        | - : Platina          | Funk Generation              |
| 2024                                                                           | "Ahi" (com Sam Smith)                                            | 63       | 130      | - : Platina          | Funk Generation              |
| 2024                                                                           | "Sei Que Tu Me Odeia" (com MC Danny e Hitmaker)                  | 4        | 11       | - : Ouro             | Ensaios da Anitta            |
| "—" denota títulos que não entraram nas paradas ou não foram lançados no país. |                                                                  |          |          |                      |                              |

## Outras aparições
| Canção                                           | Ano  | Outro(s) artista(s)                                        | Álbum                                     | Ref.    |
| ------------------------------------------------ | ---- | ---------------------------------------------------------- | ----------------------------------------- | ------- |
| "Eu Vou Ficar"                                   | 2010 | Furacão 2000                                               | Armagedon (Ao Vivo)                       | [ 98 ]  |
| "Fica Só Olhando"                                | 2011 | Furacão 2000                                               | Armagedon II, Vol. 1 (Ao Vivo)            | [ 99 ]  |
| "Chiquita Bacana"                                | 2014 | —                                                          | Pancadão das Marchinhas                   | [ 100 ] |
| "Beijar à Queima-Roupa"                          | 2014 | Lucas Lucco                                                | Tá Diferente e O Destino                  | [ 101 ] |
| "Na Maldade"                                     | 2014 | Sorriso Maroto                                             | Sorriso Eu Gosto Ao Vivo no Maracanãzinho | [ 102 ] |
| "Namorado"                                       | 2015 | Ferrugem                                                   | Climatizar                                | [ 103 ] |
| "O Carimbador Maluco"                            | 2015 | Projota e Orquestra                                        | Especial Globo 50 Anos (Ao Vivo)          | [ 104 ] |
| "Sai da Frente"                                  | 2016 | DJ Tubarão                                                 | Faz a Festa Funk                          | [ 105 ] |
| "Coisinha do Pai"                                | 2016 | —                                                          | Sambabook Jorge Aragão, Vol. 3            | [ 106 ] |
| "Vou Festejar"                                   | 2016 | Sambabook                                                  | Sambabook Jorge Aragão, Vol. 3            | [ 107 ] |
| "Você Aqui"                                      | 2016 | Jamz                                                       | Tudo Nosso                                | [ 108 ] |
| "RG"                                             | 2016 | Luan Santana                                               | 1977                                      | [ 109 ] |
| "Felicidade"                                     | 2016 | Psirico                                                    | Nada nos Separa: 15 Anos                  | [ 110 ] |
| "Luxo"                                           | 2017 | Solange Almeida                                            | Sentimento de Mulher (Ao Vivo)            | [ 111 ] |
| "Perigosa"                                       | 2017 | —                                                          | A Força do Querer, Vol. 2                 | [ 112 ] |
| "Africanitta"                                    | 2017 | Carlinhos Brown                                            | Semelhantes                               | [ 113 ] |
| "Africanitta" (Deeplick Remix)                   | 2017 | Carlinhos Brown                                            | Semelhantes                               | [ 114 ] |
| "Little Square UBitchU"                          | 2019 | Snoop Dogg                                                 | I Wanna Thank Me                          | [ 115 ] |
| "Boom Boom"                                      | 2019 | Akon                                                       | El Negreeto                               | [ 116 ] |
| "Cena de Novela"                                 | 2020 | WC no Beat, PK e Djonga                                    | Griff                                     | [ 117 ] |
| "Facinho"                                        | 2020 | Silva                                                      | Cinco                                     | [ 118 ] |
| "Mother's Daughter X Boys Don't Cry"             | 2022 | Miley Cyrus                                                | Attention: Miley Live                     | [ 119 ] |
| "Te Amo (Em Caixa Alta)"                         | 2022 | Kiaz                                                       | Melhor Agora                              | [ 120 ] |
| "Calma Amiga" (Interlude)                        | 2023 | Pabllo Vittar e DJ RaMeMes                                 | Noitada                                   | [ 121 ] |
| "Balinha de Coração"                             | 2023 | Pabllo Vittar                                              | Noitada                                   | [ 122 ] |
| "Te Encontrei"                                   | 2023 | MC Cabelinho e Dallass                                     | Little Love (Deluxe)                      | [ 123 ] |
| "Calma Amiga" (Ramemes & DJ Tonias Extended Mix) | 2023 | Pabllo Vittar, DJ RaMeMes e DJ Tonias                      | After                                     | [ 124 ] |
| "Balinha de Coração" (PZZS Remix)                | 2023 | Pabllo Vittar, PZZS e Mc Naninha                           | After                                     | [ 125 ] |
| "Proibidona" (SSA Remix)                         | 2023 | Gloria Groove, Oh Polêmico, Rafinha RSQ e Valesca Popozuda | Futuro Fluxo                              | [ 126 ] |
| "Posturado e Calmo"                              | 2024 | L7nnon, LeodoKick, Ajaxx e HHR                             | Irrastreável                              | [ 127 ] |
| "Na Ausência de Ti (In Assenza di Te)"           | 2024 | Tiago Iorc                                                 | Antes Que o Mundo Acabe                   | [ 128 ] |
| "Red Flag"                                       | 2024 | Shenseea                                                   | Never Gets Late Here                      | [ 129 ] |
| "Woman Commando"                                 | 2024 | Ayra Starr e Coco Jones                                    | The Year I Turned 21                      | [ 130 ] |
| "Logun-Edé – Santo Menino Que Velho Respeita"    | 2024 | Unidos da Tijuca e Ito Melodia                             | Sambas de Enredo Rio Carnaval 2025        | [ 131 ] |